# Pulau Doo
Pulau Doo är en ö i Indonesien.   Den ligger i provinsen Nusa Tenggara Timur, i den södra delen av landet, 1 800 km öster om huvudstaden Jakarta. Arean är 1,7 kvadratkilometer.
Terrängen på Pulau Doo är mycket platt. Öns högsta punkt är 14 meter över havet. Den sträcker sig 1,2 kilometer i nord-sydlig riktning, och 2,0 kilometer i öst-västlig riktning.